# اژدهاماهی باله‌مویی
اژدهاماهی باله‌مویی (نام علمی: Echiostoma barbatum) نام یک گونه از تیره لق‌دهانان است.